# Clunia
La Colonia Clunia Sulpicia est une ville romaine située entre les communes de Coruña del Conde et Peñalba de Castro, au sud de la Province de Burgos (Espagne).
Il s'agit de l'une des villes les plus importantes du nord de l'Hispanie et la capitale d'un conventus juridici de la Tarraconaise à partir du Ier siècle av. J.-C.. Après la réforme de Dioclétien concernant la province Gallaecia, la cité dirige le Conventus Cluniensis. Au cours du IIIe siècle, la ville commence à décliner et est quasiment abandonnée à l'époque wisigothique.
Son toponyme est d'origine arvaque.

## Localisation
La ville de Clunia est fondée sur une colline de 130 ha et d'une altitude de 1000 mètres. Au Sud du site, passe la rivière Arandilla, affluent du Douro. La zone domine une vaste contrée cultivable, ce qui a permis la présence à proximité de villae romaine comme celle de Baños de Valdearados.
Clunia est située sur la voie romaine reliant Tarraco (Tarragone) à Asturica Augusta (Astorga), en passant par Caesaraugusta (Saragosse). La cité pouvait communiquer au moyen d'autres voies secondaires avec les autres populations de sa région et de son couvent juridique.

## Toponymie
Le terme clunia est d'origine celtique et signifie « prairie ». Il est bien attesté par ailleurs dans la toponymie de la Gaule (Claunay, Cluny, Cléon) et en celtique insulaire dans le vieil irlandais clúain, génitif cluana de même signification.

## Histoire

### Antiquité

#### Époque celtibère

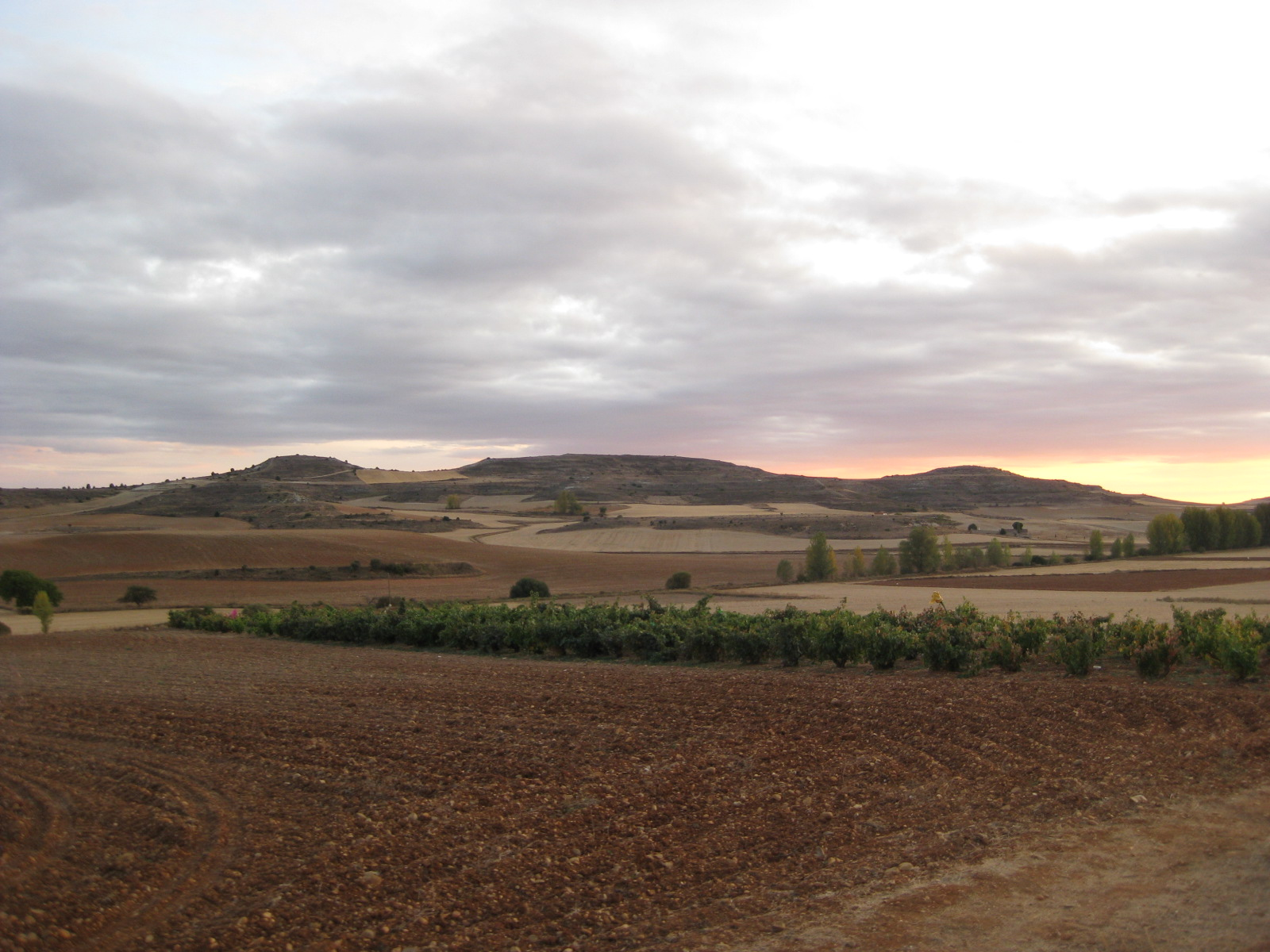
Vue sur les monts Redondo, Salterio et El Cuerno, lieux supposés de la présence de la Clunia celtibère.

La ville de Clunia a été fondée à une faible distance d'une installation celtibère dénommée Cluniaco ou Kolounioukou, appartenant aux Arvaques, une tribu préromaine de la famille des Celtibères.

#### Époque romaine

Clunia Sulpicia est la capitale du Conventus juridici de Cluniensis.

Par Tite-Live, nous savons que la ville a été assiégée par le général romain Pompée le Grand lorsqu'il luttait contre un autre général romain Sertorius en 75 av. J.-C. Pompée doit abandonner le siège sans avoir pris la ville à cause de mauvaises conditions météorologiques. Trois ans plus tard et lors d'un nouveau siège, Pompée finit par détruire la cité en 72 av. J.-C.. Clunia tombe sur le contrôle des Vaccéens en 56 av. J.-C., puis à nouveau sous contrôle romain peu de temps après lors d'une rébellion des Arvaques et des Vaccéens contre Rome.
Plusieurs décennies plus tard, la cité est refondée par Tibère dans la province romaine de Hispania Citerior Tarraconensis. L'empereur romain lui accorde le rang de municipium et bat une monnaie, as et dupondius (d'une valeur de 2 as), sur lesquelles apparaissent les quattuorviri locaux, responsables de la frappe.
Sous Tibère et Claude, elle devient le siège d'une subdivision administrative de la province de Tarraconnaise, le conventus iuridicus Cluniensium.
Elle acquiert le rang de colonie romaine puis l'épithète Sulpicia  lorsque le général Sulpicius Galba s'autoproclame empereur en se révoltant contre Néron. C'est là qu'il apprend la mort de Néron, et qu'il est choisi comme empereur par les légions. Durant le court règne de Servius Sulpicius Galba, Clunia devient la capitale de l'Empire romain.
Le statut de colonie est consolidé sous Vespasien.
La splendeur de Clunia s'étendit du Ier siècle au IIe siècle, comme pour la plupart des villes du nord de la Meseta, comme Asturica Augusta ou Julióbriga. À son apogée, la colonie compte autour de 30 000 habitants et son économie repose sur l'élevage et l'agriculture.
Durant le IIIe siècle, la cité se dépeuple progressivement en lien avec la crise du IIIe siècle et la décadence naissante de l'Empire romain d'Occident.  L'existence d'incursions barbares semble évidente à Clunia, car il est possible de constater à la fin du IIIe siècle, l'incendie de la ville par des peuples barbares issus de la Germanie. Cette incursion a contribué à la décadence inexorable de la cité. Cependant, il ne semble pas y avoir eu une destruction violente et généralisée, mais un prélude de la fin de l'influence culturelle romaine sur la ville de Clunia et sur ses environs.

### Moyen Âge
Pendant la conquête de l'Hispanie wisigothique par les musulmans, la ville est prise par les troupes du général berbère Tariq ibn Ziyad, en 713. Les chrétiens la repeuplent en 912, formant la ville qui est devenue Coruña del Conde, localité où peuvent être contemplés des vestiges romains de la cité de Clunia.
Par la suite, la population se déplace vers Peñalba de Castro qui commence à se construire, se rapprochant ainsi de l'eau à une époque où la valeur de l'eau est plus importante que le peu de vestiges encore non enterrés de la ville romaine.

## Archéologie

### Historique

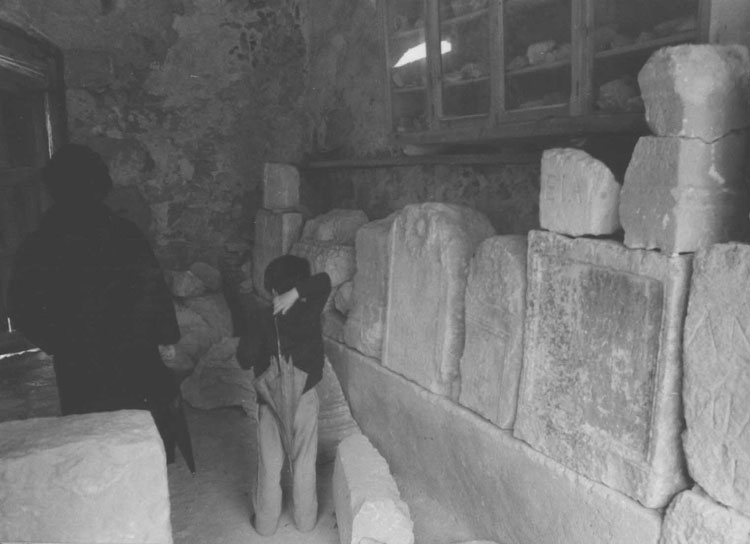
Ruines et vestiges archéologiques trouvés à Clunia.

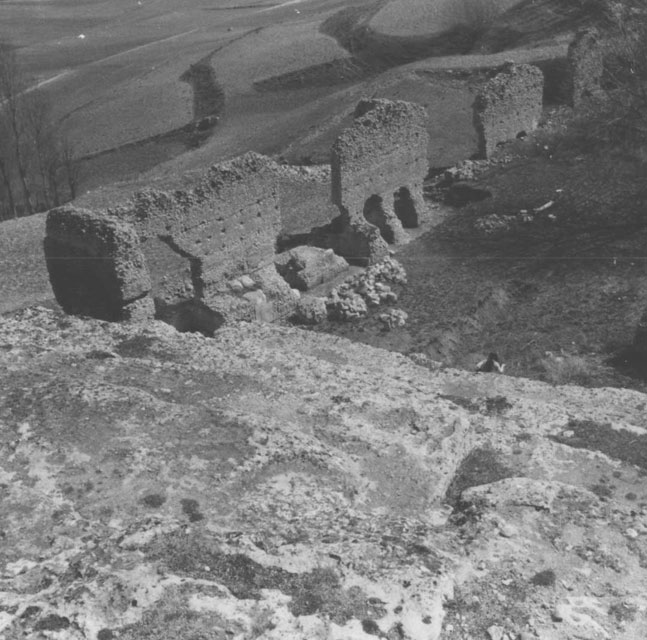
Vestiges de la muraille de Clunia.

Les ruines de Clunia ont attiré l'attention des chercheurs dès le XVIe siècle, mais les fouilles systématiques ne se sont pas produites avant le XXe siècle.
Depuis le Moyen Âge, Clunia sert comme carrière de blocs de pierre et d'éléments décoratifs aux constructions, tant nobles, comme le château de Coruña del Conde qu'aux maisons des villages proches. Les ruines de la ville ont donc subi lentement le pillage, et à chaque fois que des fouilles étaient réalisées des spoliations suivaient peu de temps après. En 1788, le chanoine Juan Loperráez publie un plan des ruines dans lequel apparaît encore le tracé de rues et des places, avec ses murs et ses colonnes, et les vestiges des murailles.
Les fouilles archéologiques systématiques commencent en 1915 et 1916, sous la conduite d'Ignacio Calvo, qui a publié une Mémoire Officielle des travaux. Il creuse dans les meilleures zones de la ville, trouvant un nombre important de vestiges, et après la fin de ses recherches il considère le site comme épuisé et donc l'abandonne. Les blocs qu'il a découvert ont été tirés des ruines par des paysans ce qui donne lieu à une nouvelle destruction de la ville.
Ces évènements sont finis avec l'arrivée de Blas Taracena Aguirre, qui réalise la fouille de ce qu'il nomme « Le grand palais » et qui aujourd'hui est connu comme « Maison numéro 1 » ou « Maison Taracena ». Sa découverte est suffisamment importante et depuis 1931-1934, les ruines ont commencé à prendre de l'importance.  Le site est déclaré Monument National et sa protection est dévolue à un garde pour éviter les saccages. À la suite de l'interruption des recherches pendant la Guerre civile Espagnole et la mort, en 1951, de Blas Taracena Aguirre, les travaux se sont interrompus jusqu'à leur reprise en 1958 par le professeur Pedro de Palol, et les fouilles continuèrent jusqu'à aujourd'hui sous la conduite de diverses équipes.

### Vestiges
Clunia constitue un ensemble archéologique d'intérêt exceptionnel au sein de la péninsule Ibérique. Cet intérêt vient de sa morphologie urbaine, ainsi que par la séquence chronologique qu'elle propose. Ses ruines sont parmi les plus évocatrices qui aient été trouvées de l'époque romaine au nord de la péninsule Ibérique.
Les fouilles archéologiques sur le site commencent en 1915 et sont relancées en 1931 et 1958. Elles ont permis de révéler le passé glorieux de l'une des principales villes de l'Hispanie dont l'étendue est d'après les estimations autour de 120 hectares. Les excavations permirent de découvrir après des siècles de dissimulation un théâtre creusé dans la roche, plusieurs domi avec des mosaïques, des rues, quelques vestiges du forum et d'un grand égout (cloaca), ainsi que de nombreuses statues, comme une effigie d'Isis et un torse de Dionysos conservés au musée archéologique national à Madrid et dans celui de Burgos et une grande quantité de monnaies, des restes épigraphiques, des céramiques ainsi que divers objets de bronze.

### Architecture civile
Comme dans toutes les villes, l'espace est avant tout occupé par des habitations. Les fouilles archéologiques ont permis de connaître l'évolution de l'urbanisme civil et de connaître certaines de ses caractéristiques.

#### Forum

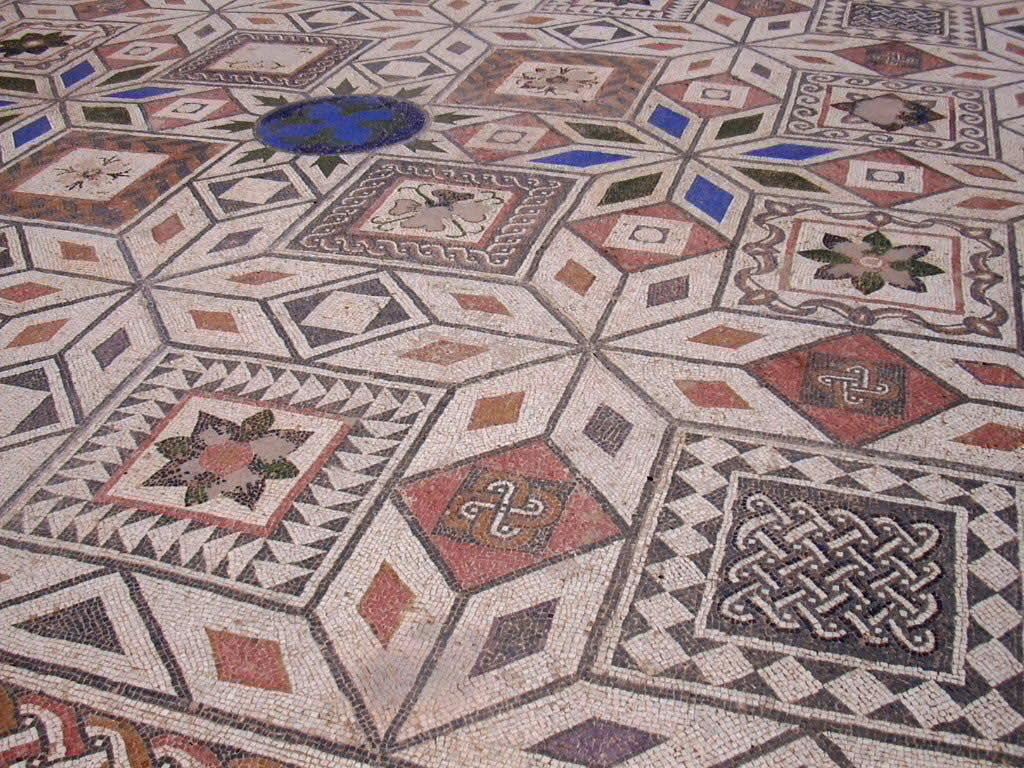
Mosaïque de la domus du forum de Clunia.

Le théâtre se situe au centre de la ville, où le Cardus Maximus et le Decumanus Maximus se croisent. Dans le forum se sont développées les activités politiques, commerciales, judiciaires et religieuses propres à la cité, mais aussi celles liées au fait que Clunia soit la capitale d'un Conventus juridici.
Il est de forme rectangulaire et mesure 160 m de longueur par 115 de largeur.Ce forum comporte un temple dédié à Jupiter et un espace religieux sur son côté sud, une basilique sur son côté nord et des tavernes et des espaces sous les arcades latérales.

#### Bâtiment flavien
Il s'agit d'un édifice monumental de forme rectangulaire, avec un front en demi-cercle et un accès se faisant par des arcades, dont la fonctionnalité est inconnue. Cet édifice est adjacent au forum et c'est sur son emplacement qu'un ermitage a été édifié au XVIIe siècle, ce qui a endommagé le bâtiment antique.

#### Thermes

##### Thermes de Los Arcos

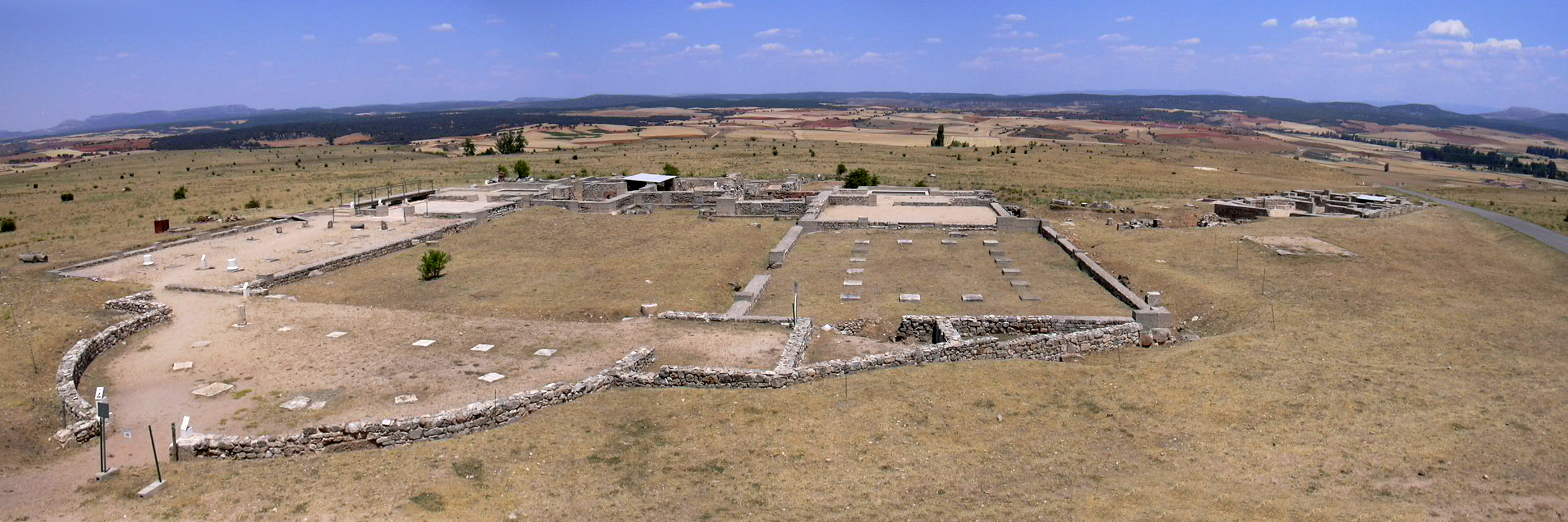
Vestiges des thermes romains de Clunia.

Les thermes dénommés de « Los Arcos » sont en réalité deux ensembles thermaux indépendants. « Arcos I » est de grandes dimensions et est couvert des mosaïques, mais qui sont plus sobres que les maisons du forum. Le système de chauffage de cette dernière, appelé hypocauste, est encore visible. Les dimensions de l'ensemble dénommé « Arcos II » sont plus modestes.

##### Thermes du forum
Les thermes du forum se situent à côté de la maison 3, où l'accès se fait depuis le Cardo. L'activité de ce bâtiment semble cesser au IIIe siècle.

#### Théâtre

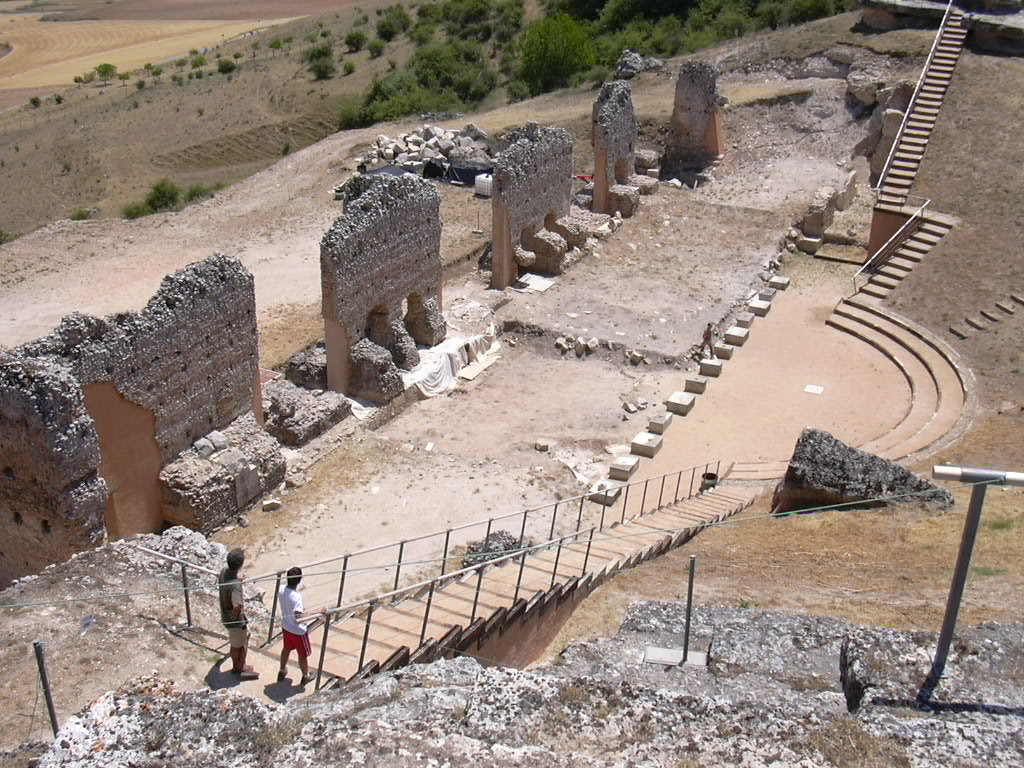
Vue partielle du théâtre romain de Clunia Sulpicia.

Les ruines les plus significatives sont celles du théâtre romain, creusé dans la roche, qui peut accueillir 10 000 spectateurs, ce qui en fait l'un des plus grands à l'époque en Hispanie. Il a pour objectif de servir pour l'interprétation d'actes de théâtre de la période classique. Sa restauration a été récompensée par le prix bisannuel d'architecture de Castille-et-León, section « réhabilitation et restauration ».

#### Grotte romaine et système d'approvisionnement en eau
Dans le sous-sol de la cité, non visitables à cause de sa fragilité, il est possible de voir les systèmes d'approvisionnement en eau. Ils sont constitués par plusieurs réservoirs comprenant les canalisations d'arrivée d'eau construites en mettant à profit les grottes naturelles qui existent dans ce sous-sol calcaire située sous la ville. À l'intérieur de ces grottes, un sanctuaire dédié Priape a été identifié.

#### Paradejas

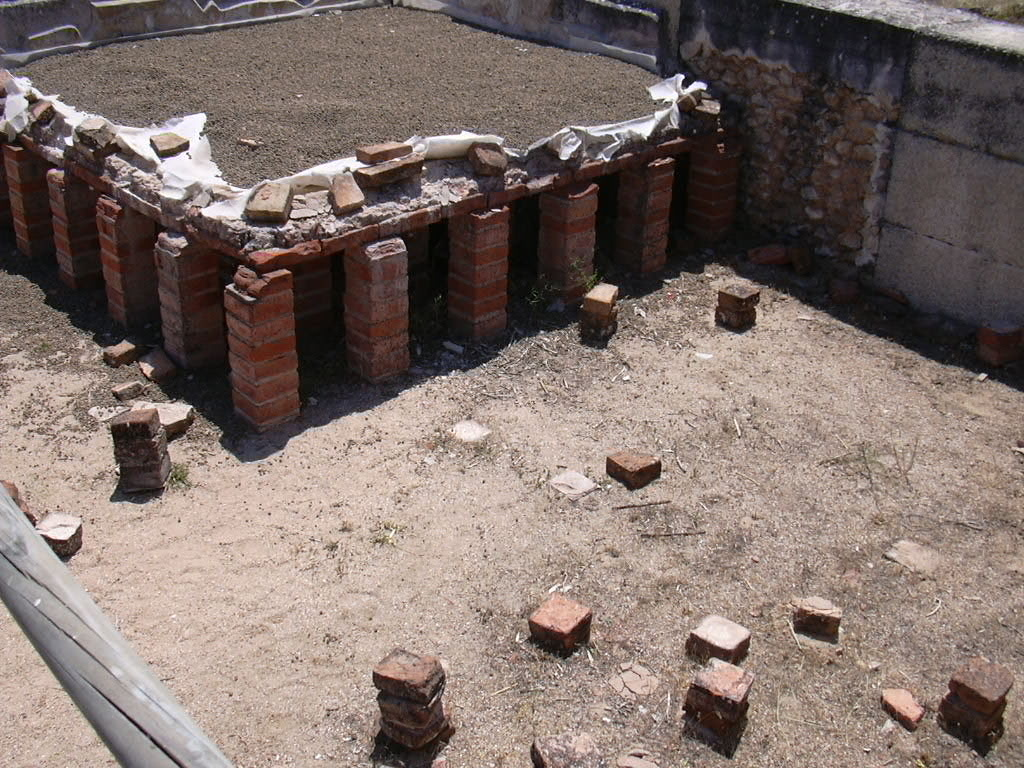
Système de chauffage (appelé aussi hypocauste) des thermes de Clunia.

Il s'agit de quelques ruines situées entre le forum et les thermes « Arcos » dont la fonction est inconnue.

### Architecture domestique
L'ensemble archéologique se signale par ses mosaïques, ses pièces souterraines et les systèmes de chauffage présents dans quelques-unes des maisons près du forum. Ces maisons sont la Maison de Taracena ou Maison no 1, la Maison de Cuevas Cigas, la Maison no 3 et la Maison triangular.

### Collections archéologiques
Les objets trouvés sur le site peuvent être classés dans différentes catégories : les sculptures, les mosaïques, les monnaies et les céramiques.

## Annexe